# Пологи (Киевская область)
Поло́ги (укр. Пологи) — село, входит в Васильковский район Киевской области Украины.
Население по переписи 2001 года составляло 1331 человек. Почтовый индекс — 08656. Телефонный код — 4571. Занимает площадь 5,053 км². Код КОАТУУ — 3221486701.

## Местный совет
08656, Київська обл., Васильківський р-н, с. Пологи, вул. Білоцерківська,19

## Переименование улиц
В соответствии с Законом Украины «Об осуждении коммунистического и национал-социалистического (нацистского) тоталитарных режимов на Украине и запрета пропаганды их символики» № 317-УІІІ, от 9 апреля 2015 года, подлежат изменению топонимы (географические названия и названия улиц и предприятий, населенных пунктов Украины), которые имеют коммунистическое происхождение. Решением Пологовского сельского совета от ноября 2015 года изменены названия 3-х улиц села Пологи: улицу Ленина на улицу Киевскую, улицу Щорса на улицу Полевую и улицу Суворова на улицу Кольцевую.